# Албрехт II (Бранденбург)
Вижте пояснителната страница за други личности с името Албрехт II.
Албрехт II (на немски: Albrecht II; * ок. 1150; † 25 февруари 1220) от род Аскани, е маркграф на Бранденбург (1205 – 1220).

## Живот
Той е третият син на Ото I и втората му съпруга Аделхайд (Ада) Холандска (* 1163, † сл. 1205), дъщеря на граф Флоренс III от Зеландия (Герулфинги).
От 1184 г. Албрехт II е граф на Арнебург в Алтмарк. Той взема участие в Третия кръстоносен поход (1189 – 1192). През 1194 г. е затворен за кратко от брат му Ото II по неизвестни причини. През 1198 г. Албрехт II участва при основаването на Немския орден през в Акон.
През 1205 г. Албрехт II поема Маркграфство Бранденбург след смъртта на брат му Ото II. В конфликтите за трона между Хоенщауфените и Велфите през началото на 13 век Албрехт помага първо, както брат си Ото II преди него, на хоенщауфенския крал Филип Швабски. След неговото убийство през 1208 г. той отива към Велфите, понеже император Ото IV му обещава помощ при осигуряването на Маркграфство Бранденбург против датчаните, за което той му дава документ през 1212 г. Албрехт II печели териториите Телтов, Пригниц и част от Укермарк за маркграфството си, но губи Померания.
При неговата смърт неговите двама сина са още малолетни. Опекунтството поема първо архиепископ Албрехт от Магдебург, от 1221 г. майка им, графиня Матилда. След нейната смърт през 1225 г. двамата братя управляват маркграфството заедно.

## Семейство
Албрехт е женен от 1205 г. за Матилда от Гройч (1185 – 1225), дъщеря на граф Конрад II на Лужица от род Ветини, и полската херцогска дъщеря Елизабет (* 1152, † 2 април 1209) от род Пясти. Двамата имат четири деца:
- Йохан I (* ок. 1213, † 4 април 1266), от 1220 г. маркграф на Бранденбург, ∞ от пр. 1255 г. за Юта (Бригита) († 4 април 1266), дъщеря на херцог Албрехт I от Саксония-Витенберг и Агнес Австрийска, дъщерята на Леополд VI Бабенберг
- Ото III Благочестиви (* 1215, † 9 октомври 1267), от 1220 г. маркграф на Бранденбург, ∞ от 1243 г. за Беатрикс (Božena), дъщеря на крал Венцеслав I от Бохемия
- Матилда (* ? 1210, † 10 юни 1261), ∞ 1228 Ото I (* 1204, † 1252), херцог на Люнебург от Велфите, наричан и Ото Детето
- Елизабет (* 1207, † 19 ноември 1231), ∞ 1228 Хайнрих Распе IV, ландграф на Тюрингия (* 1201, † 1247)